# 德拉沃保尔科尼奥
德拉沃保尔科尼奥，是匈牙利巴兰尼亚州所辖的一个村。总面积10.13平方公里，总人口253，人口密度25.0人/平方公里（2011年1月1日）。